# 355 Габријела
355 Габријела (лат. 355 Gabriella) је астероид главног астероидног појаса. Приближан пречник астероида је 22,79 km,
а средња удаљеност астероида од Сунца износи 2,537 астрономских јединица (АЈ).
Инклинација (нагиб) орбите у односу на раван еклиптике је 4,282 степени, а орбитални период износи 1476,422 дана (4,042 године). Ексцентрицитет орбите астероида износи 0,105.
Апсолутна магнитуда астероида износи 10,40 а геометријски албедо 0,235.
Астероид је откривен 20. јануара 1893. године.